# Harpacticus bairdi
Harpacticus bairdi is een eenoogkreeftjessoort uit de familie van de Harpacticidae. De wetenschappelijke naam van de soort is voor het eerst geldig gepubliceerd in 1879 door Thomson G.M..